# 李皎
李皎（?—?），南北朝道教人士。
李先少子。早年師從北魏道教北天师道祖师寇谦之，隐于恒山。服气绝粒数十年，九十岁而有童颜。天兴年间，有人问李先：“子孙永为魏臣，将复事他姓邪？”李先说：“国家政化长远，不可纪极。”一天，李皎沐浴冠带，家人感到奇怪，俄而李皎坐在那里去世。道士都说他得尸解仙道。其孙李義徽。